# Mikronowa

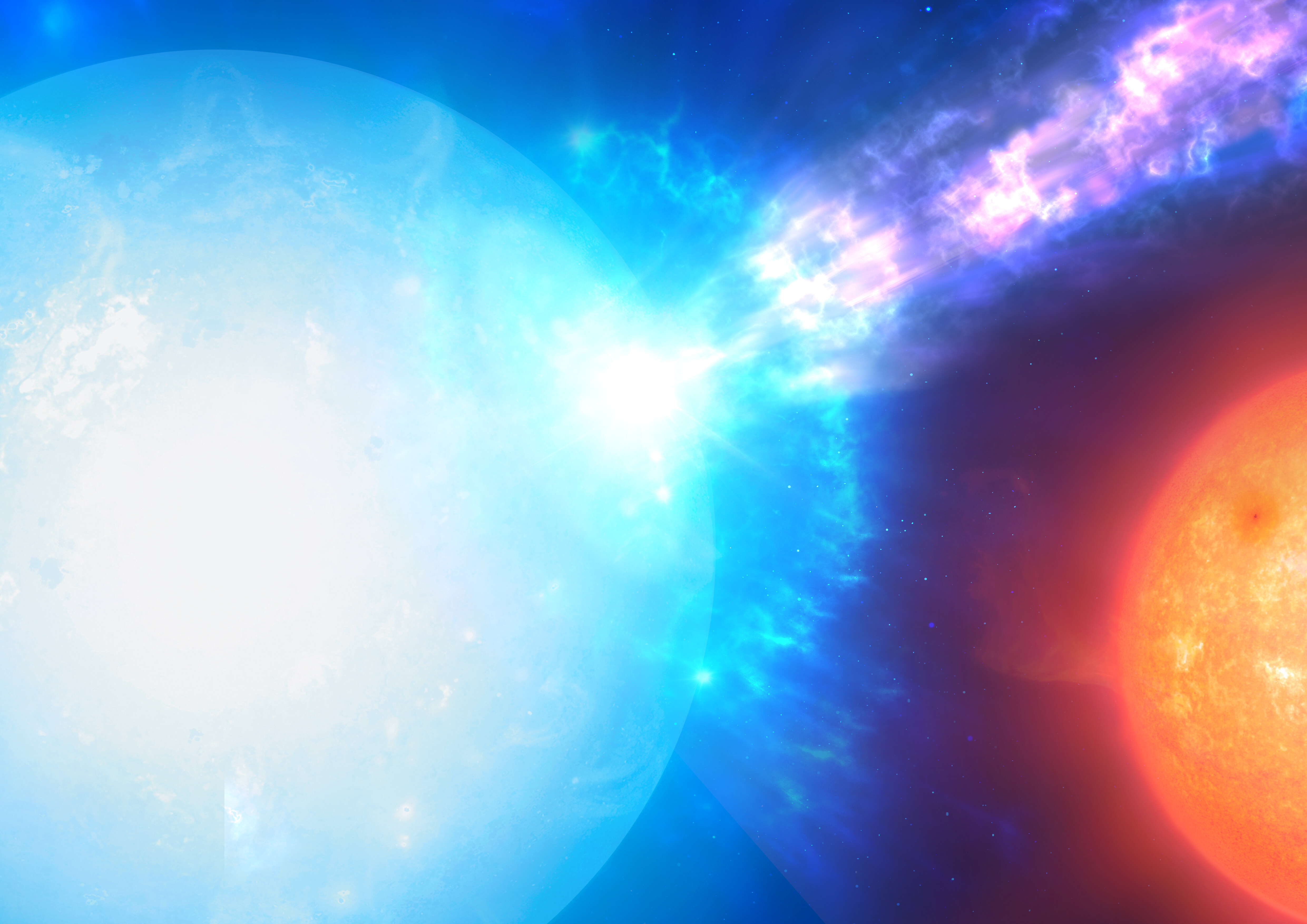
Artystyczne wyobrażenie mikronowej

Mikronowa – gwiezdna eksplozja o energii około jednej milionowej energii nowej klasycznej. Zjawisko to jest spowodowane akrecją materii z otoczenia gwiazdy, np. z gwiazdy towarzyszącej.
20 kwietnia 2022 r. zespół z Europejskiego Obserwatorium Południowego ogłosił, że wykorzystując dane z teleskopu kosmicznego TESS i Very Large Telescope, zidentyfikował trzy mikronowe białe karły.

## Słońce
Gdy Neil Armstrong robił stereoskopowe zdjęcia powierzchni Księżyca podczas misji Apollo 11, zobaczył mieniące się plamy, które wyglądały jak - i okazały się być - szkłem. Astrofizyk Thomas Gold przeanalizował te zdjęcia i zasugerował, że szkło może być wynikiem "bardzo małej, podobnej do nowa erupcji" ze Słońca. Bradley Schaefer, profesor astronomii i astrofizyki, zgodził się później, że jest to przekonujący argument za zjawiskiem, które obecnie nazywamy mikronową słoneczną, a które miało miejsce mniej niż 30 000 lat temu. Plamy te zostały również zaobserwowane na dalekiej stronie Księżyca podczas misji Chang’e 4 Chińskiej Narodowej Administracji Kosmicznej w 2019 r. i początkowo sądzono, że jest to żel. Zespół zasugerował, że szkło nie mogło powstać w wyniku uderzenia, które utworzyło krater, w którym je znaleziono. Odpowiedzialny za to obiekt nie byłby wystarczająco duży, aby wytworzyć wymagane temperatury.